# Schwarzbauch-Blütenflughund

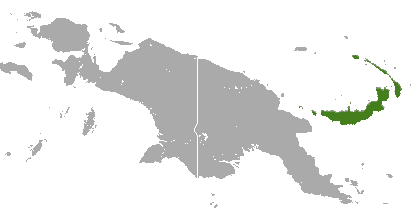
Verbreitungsgebiet des Schwarzbauch-Blütenflughundes

Der Schwarzbauch-Blütenflughund (Melonycteris melanops) ist ein auf dem Bismarck-Archipel verbreitetes Fledertier in der Familie der Flughunde. Aufgrund abweichender Zahnmerkmale und Unterschieden in genetischen Eigenschaften wird er in neueren Abhandlungen als einzige Art der Gattung Melonycteris geführt. Die frühere Untergattung Nesonycteris mit zwei Arten erhielt dagegen den Rang einer Gattung. Der wissenschaftliche Gattungsname ist aus den altgriechischen Worten melanos (schwarz) und nikteris (Fledermaus) zusammengesetzt. Der Artzusatz ist aus altgriechisch melas (schwarz) und ops (Gestalt) gebildet.

## Merkmale
Erwachsene Exemplare sind 78 bis 110 mm lang, 31 bis 63 g schwer und besitzen keinen Schwanz. Die Unterarme sind 50 bis 68 mm lang, die Länge der Hinterfüße beträgt 13 bis 24 mm und die Ohren erreichen 14 bis 19 mm Länge. Allgemein sind Weibchen etwas kleiner als Männchen. Kennzeichnend für die Art sind ein orangebrauner Rücken, ein schwarzer Bauch und pink-orange Flecken an den dunklen Flughäuten sowie an den nackten Bereichen des schwarzen Gesichts und der Beine. Mit seiner dunklen Unterseite und hellen Oberseite weicht der Schwarzbauch-Blütenflughund von der gewöhnlichen Färbung der Säugetiere ab. Typisch für den Kopf sind eine längliche Schnauze, rohrförmige Nasenöffnungen und eine lange Zunge, mit feinen knospigen Auswüchsen. Weiterhin sind an den Enden zugespitzte Ohren und große Augen mit brauner Iris vorhanden. Hinter den Ohren befinden sich weiße Stellen, die gelegentlich die Ohren erreichen. An den Füßen haben die schwarzen Krallen weiße Spitzen. Bei diesem Flughund ist der Fersensporn (Calcar) unscheinbar und die Schwanzflughaut nur ein schmaler Streifen an den Beinen. Mit ihren 34 Zähnen hat die Art die Zahnformel I 2/2, C 1/1, P 3/3, M 2/3. Dabei sind die Schneidezähne sehr klein und der zweite obere Prämolar fünfmal größer als der erste.

## Verbreitung
Der Schwarzbauch-Blütenflughund bewohnt fast alle Inseln der Inselgruppe. Er lebt im Flachland und in Gebirgen bis 1600 Meter Höhe. Die Exemplare bewohnen Wälder und besuchen Gärten sowie Plantagen.

## Lebensweise
Dieser nachtaktive Flughund ruht am Tage vorwiegend im dichten Blattwerk und gelegentlich in Höhlen oder Erdlöchern. Bei den einzelgängerischen Individuen können Revierüberlappungen nur bei Tieren unterschiedlichen Geschlechts vorkommen. Zwischen Versteck und dem Platz zur Nahrungssuche liegen meist nicht mehr als 100 Meter und selten bis zu 400 Meter. Allgemein nutzt ein Exemplar bis zu neun Bäume mit Blüten. Bei einer Untersuchung waren die einzelnen Flüge 21 bis 31 Sekunden lang, bei einer Anzahl von 69 bis 99 Flügen in zwei Stunden. Phasen von Torpor sind nicht bekannt, jedoch können die Tiere ihre Körpertemperatur etwas den Bedingungen anpassen.
Die Nahrung besteht vorwiegend aus Pollen und Nektar, z. B. von Pflanzen der Gattungen Bananen und Kakaobäume. Der Schwarzbauch-Blütenflughund besucht eine Blüte, schlürft den Nektar mit der Zunge und nimmt mit dem Fell Pollen auf, den er später ableckt. Exemplare in Gefangenschaft wurden erfolgreich mit weichen Früchten gefüttert. Laut wenigen Studien finden Geburten mit einem Neugeborenen zwischen Juni und Juli sowie zwischen Dezember und Januar statt.

## Gefährdung
Die Gesamtpopulation gilt als stabil und nimmt möglicherweise mit neuangelegten Gärten zu. Die IUCN listet die Art als nicht gefährdet (least concern) aufgrund fehlender Bedrohungen.